# Gulirisk
Gulirisk (Serinus serinus) er en lille spurvefugl i familien finker. Den er udbredt i Europa, Nordafrika og Mellemøsten med Danmark og Sverige som de nordligste ynglesteder. I Danmark findes arten som en sjælden ynglefugl i f.eks. lyse og tørre fyrreskove ved kysten i den sydøstlige del. Den er regnet som kritisk truet på den danske rødliste 2019. Gulirisk er tæt beslægtet med kanariefugl, og hører til blandt de mindste finker.

## Udseende og stemme
Den kun 11 centimeter store gulirisk har et meget lille næb, men et forholdsvist stort rundt hoved. De to køn har forskellig fjerdragt. Hannen har kraftigt gul pande, bryst og øjenbrynsstribe, mens hunnen er blegere farvet. Begge er stribede med gul overgump. Ungfuglene er endnu kraftigere stribede og brungrønne uden gult.
Sangen er svag og i et højt toneleje. Den består af en hurtig, 3-10 sekunder lang kvidren, der ofte fremføres i sangflugt. Lokkekaldet minder om lyden af klirrende glasskår.

## Forekomst og yngleforhold
Gulirisken var oprindeligt (i 1800-tallet) kun udbredt i middelhavsområdet, men har siden bredt sig både mod nord og øst. Den yngler nu i hele Europa på nær de Britiske Øer og hovedparten af Norden. I Danmark blev den første gang fundet ynglende i 1948. Den lille bestand findes langs kysten, specielt i den sydøstlige del af landet. Bestanden blev i 2000 vurderet til at være 5-7 par.
De sydligste bestande af gulirisk er standfugle, mens f.eks. de danske fugle trækker mod syd om vinteren.
Arten forsvarer så vidt det vides ikke et territorium. Fuglene færdes i småflokke året rundt. Dette gælder dog som regel ikke for de få danske fugle. Reden anlægges i mindst to meters højde, ofte i et fyrretræ. I maj lægges de 3-4 æg, der udruges af hunnen på knap to uger. Ungerne bliver i reden i ligeledes omkring to uger, og de fodres med frø, der først er blødgjort i forældrefuglens kro (en udvidelse af spiserøret).

## Føde
Gulirisken søger oftest føde i trækronerne eller på jorden nær et træ. Den lever af bl.a. frø og insekter. Om foråret især af knopper fra elm eller frø fra birk og mælkebøtte.